# Olympique léodgarien Niort Saint-Liguaire
Maillots
L'Olympique léodgarien est un club de football français fondé en 1963 et basé à Saint-Liguaire, un quartier de Niort dans les Deux-Sèvres.
Le club évolue depuis 2014 en Régional 1 de la Ligue de football Nouvelle-Aquitaine.
Son éternel rival est l’ASPTT Niort, les 2 stades étant distants de 800 mètres.

## Histoire
L'Olympique Léodgarien est un club de football de quartier qui évolue dans de modestes divisions départementales pendant plusieurs années.
Cette période coïncide bien sûr avec la présence à la tête de l'équipe de l'emblématique de François Michaud qui devient l'entraineur de l'OL St-Liguaire en 1971. Il y reste pendant 17 années. Avec 8 montées en 20 saisons, le club accède en 4e division nationale en 1988 et y reste jusqu'en 1992. Il remporte également la coupe du Centre-Ouest face à Angoulême-Charente en 1985.  

## Palmarès
- Championnat de division d'honneur centre-ouest (1)
  - Champion[1] : 1988
- Coupe de la ligue du centre-ouest (1)
  - Vainqueur[2] : 1985, 2017

## Coupe de France
Les meilleurs résultats du club sont deux participations aux trente-deuxièmes de finale en 1994-1995 contre le stade montois et en 1996-1997 contre Toulouse Fontaines

## Entraîneurs
Ludovic Guerineau ; Francis Trencia
Novembre 2021:Ousmane Bangoura R1